# Mohamed Ghandora
Mohamed Ghandora (em árabe: محمد غندورة; nascido em 1936) é um ex-ciclista marroquino. Competiu em duas provas de ciclismo de estrada nos Jogos Olímpicos de Verão de 1960 em Roma.